# Diocesi di Port Elizabeth
La diocesi di Port Elizabeth (in latino Dioecesis Portus Elizabethensis) è una sede della Chiesa cattolica in Sudafrica suffraganea dell'arcidiocesi di Città del Capo. Nel 2021 contava 119.590 battezzati su 2.928.535 abitanti. È retta dal vescovo Vincent Mduduzi Zungu, O.F.M.

## Territorio
La diocesi comprende parte della provincia del Capo Orientale in Sudafrica.
Sede vescovile è la città di Port Elizabeth, dove si trova la cattedrale di Sant'Agostino.
Il territorio è suddiviso in 62 parrocchie.

## Storia
Il vicariato apostolico del Capo di Buona Speranza, Distretto orientale fu eretto il 30 luglio 1847 con il breve Quum ad utilitatem di papa Pio IX, ricavandone il territorio dal vicariato apostolico del Capo di Buona Speranza (oggi arcidiocesi di Città del Capo).
Il 15 novembre 1850, il 12 giugno 1923 e il 20 febbraio 1929 cedette porzioni di territorio a vantaggio dell'erezione rispettivamente del vicariato apostolico di Natal (oggi arcidiocesi di Durban), della prefettura apostolica di Gariep (oggi diocesi di Aliwal) e della missione sui iuris di Queenstown (oggi diocesi).
Il 13 giugno 1939 cambiò nome in favore di vicariato apostolico di Port Elizabeth.
L'11 gennaio 1951 il vicariato apostolico è stato elevato a diocesi con la bolla Suprema Nobis di papa Pio XII.

## Cronotassi dei vescovi
Si omettono i periodi di sede vacante non superiori ai 2 anni o non storicamente accertati.
- Aidan Devereaux † (27 dicembre 1847 - 11 febbraio 1854 deceduto)
  - Sede vacante (1854-1856)
  - Michael Jones † (26 settembre 1854 - ? dimesso) (vescovo eletto)
  - Edward McCabe † (30 gennaio 1855 - ? dimesso) (vescovo eletto)
- Patrick Moran † (19 febbraio 1856 - 3 dicembre 1869 nominato vescovo di Dunedin)
- James David Ricards † (13 gennaio 1871 - 30 novembre 1893 deceduto)
- Pietro Strobino † (30 novembre 1893 succeduto - 1º ottobre 1896 deceduto)
- Hugh McSherry † (1º ottobre 1896 succeduto - 15 dicembre 1938 dimesso[1])
- James Colbert † (13 giugno 1939 - 9 dicembre 1948 dimesso)
- Hugh Boyle † (9 dicembre 1948 - 18 luglio 1954 nominato vescovo di Johannesburg)
- Ernest Arthur Green † (19 aprile 1955 - 27 dicembre 1970 dimesso)
- John Patrick Murphy † (6 maggio 1972 - 21 marzo 1986 ritirato)
- Michael Gower Coleman † (21 marzo 1986 - 20 agosto 2011 dimesso)
  - Sede vacante (2011-2014)[2]
- Vincent Mduduzi Zungu, O.F.M., dal 2 febbraio 2014

## Statistiche
La diocesi nel 2021 su una popolazione di 2.928.535 persone contava 119.590 battezzati, corrispondenti al 4,1% del totale.
| anno | popolazione | popolazione | popolazione | presbiteri | presbiteri | presbiteri | presbiteri                | diaconi | religiosi | religiosi | parrocchie |
| anno | battezzati  | totale      | %           | numero     | secolari   | regolari   | battezzati per presbitero | diaconi | uomini    | donne     | parrocchie |
| ---- | ----------- | ----------- | ----------- | ---------- | ---------- | ---------- | ------------------------- | ------- | --------- | --------- | ---------- |
| 1950 | 25.365      | 784.491     | 3,2         | 75         | 57         | 18         | 338                       |         | 52        | 568       | 16         |
| 1969 | 50.748      | 717.500     | 7,1         | 85         | 73         | 12         | 597                       |         | 39        | 563       | 39         |
| 1980 | 65.062      | 1.542.000   | 4,2         | 69         | 57         | 12         | 942                       |         | 22        | 375       | 45         |
| 1990 | 79.233      | 1.824.233   | 4,3         | 49         | 40         | 9          | 1.617                     | 5       | 13        | 230       | 45         |
| 1999 | 92.596      | 2.542.596   | 3,6         | 47         | 39         | 8          | 1.970                     | 5       | 14        | 172       | 44         |
| 2000 | 92.731      | 2.546.000   | 3,6         | 46         | 39         | 7          | 2.015                     | 5       | 13        | 167       | 44         |
| 2001 | 93.119      | 2.693.119   | 3,5         | 45         | 39         | 6          | 2.069                     | 5       | 11        | 157       | 44         |
| 2002 | 98.179      | 2.698.179   | 3,6         | 42         | 36         | 6          | 2.337                     | 4       | 9         | 175       | 44         |
| 2003 | 98.648      | 2.698.648   | 3,7         | 47         | 39         | 8          | 2.098                     |         | 10        | 164       | 44         |
| 2004 | 98.800      | 2.698.800   | 3,7         | 45         | 36         | 9          | 2.195                     | 14      | 11        | 158       | 44         |
| 2013 | 111.200     | 2.985.000   | 3,7         | 57         | 34         | 23         | 1.950                     | 29      | 25        | 111       | 43         |
| 2016 | 111.944     | 2.842.556   | 3,9         | 58         | 32         | 26         | 1.930                     | 27      | 28        | 98        | 43         |
| 2019 | 118.536     | 2.900.000   | 4,1         | 62         | 29         | 33         | 1.911                     | 26      | 33        | 116       | 62         |
| 2021 | 119.590     | 2.928.535   | 4,1         | 61         | 33         | 28         | 1.960                     | 21      | 28        | 102       | 62         |